# Партия на справедливостта и развитието (Либия)
Вижте пояснителната страница за други значения на Партия на справедливостта и развитието.
Партията на справедливостта и развитието (на арабски: حزب العدالة والبناء) е консервативна политическа коалиция в Либия.
Тя е създадена в началото на 2012 година, в навечерието на първите избори, след падането на режима на Муамар Кадафи, и е смятана за политическо крило на организацията Мюсюлманско братство. Лидер на организацията е Мохамед Соуан, политически затворник при управлението на Кадафи.
На изборите през 2012 година Партията на справедливостта и развитието получава 21% от гласовете.